# Fiakrista markýzem (Müller)
Fiakrista markýzem (v německém originále Der Fiaker als Marquis) je komická lokální opera (singspiel, „fraška se zpěvy“) o třech dějstvích českoněmeckého skladatele Wenzela Müllera na libreto vídeňského dramatika Adolfa Bäuerleho. Její premiéru uvedlo 10. února 1816 vídeňské divadlo Theater in der Leopoldstadt.

## Vznik, charakteristika a historie
Text opery Fiakrista markýzem napsal novinář a dramatik Adolf Bäuerle (1786–1859), významný představitel lidového vídeňského divadla 1. poloviny 19. století, předchůdce Ferdinanda Raimunda a Johanna Nepomuka Nestroye. Bäuerle spolupracoval především s divadlem v Leopoldstadtu, kde byl v letech 1808–1828 zaměstnán jako tajemník. Roku 1813 prorazil komedií Vídeňští měšťané (Die Bürger in Wien), kde uvedl na scénu lidové typy charakteristické pro vídeňské prostředí, především postavu deštníkáře Staberla, která pak putovala ze hry do hry. Jejím prvním legendárním představitelem se stal herec, zpěvák a skladatel Ignaz Schuster (1779–1835). Pro téhož herce napsal Bäuerle o málo později rovněž titulní roli drožkářského pacholka Knackerla v komické zpěvohře Fiakrista markýzem. Inspiraci mu podle vzpomínek Moritze Baracha poskytla spravedlivá historka o vídeňském fiakristovi, který se v pokročilém věku dozvěděl, že byl původně dítětem ze šlechtické rodiny, které bylo v raném věku kvůli tělesnému postižení v dětství vyměněno. Fiakrista však neuplatnil svůj názor a zůstal ve svém stavu, který mu vyhovoval více. V době premiéry však tisk – včetně časopisu Theater-Zeitung, jehož vydavatelem byl sám autor textu Fiakristy markýzem Adolf Bäuerle – uváděl, že děj je podle nespecifikované italské novely. resp. povídky
Fiakristé jako rázovité vídeňské lokální figurky se v literatuře a na divadle vyskytovali i dříve. Již roku 1792 měla ve vídeňském Freihaustheater (nyní Divadlo na Vídeňce) úspěch lokální veselohra Emanuela Schikanedera Vídeňští fiakristé (Die Fiaker in Wien), kterou hrála i řada mimovídeňských divadel a kterou roku 1806 převzalo do repertoáru i Divadlo v Leopoldstadtu.
Stejně jako Bäuerle i skladatel Wenzel Müller spojil většinu své kariéry s divadlem v Leopoldstadtu. S výjimkou let 1807–1813, kdy byl ředitelem opery Stavovského divadla v Praze, byl v divadle v Leopoldstadtu kapelníkem od roku 1786 do své smrti roku 1835 a uvedl v něm většinu ze svých téměř 250 scénických děl. Jeho příspěvek k Vídeňským měšťanům se omezil na závěrečný sbor, ale Fiakrista markýzem – který měl premiéru 10. února 1816 jakožto skladatelova benefice. – je již pravá vídeňským singspielem se řadou hudebních čísel, většinou krátkých a interpretačně nenáročných kusů v lidovém tónu; „velmi příjemná hudba“, psal Theater-Zeitung. Z nich největší efekt – i díky Schusterovu pohybovému výkonu – měla rozverná taneční scéna „fiakristického plesu“ na konci 2. jednání. „Když orchestr, respektive „Musi“, zaintonoval [tyrolský tanec] „Oberlandler“, byl tím dán signál k tomuto vrcholnému okamžiku slavnosti, při které se řádilo v nejodvážnějších figurách, za doprovodu jódlování, dupání podpatky holínek a příslušného „Paschen“, tj. pleskání rukama.“ Kritika premiéry v čsopise Der Sammler konstatovala, že v této roli Schuster „našel širé pole pro rozvinutí své nevyčerpatelné nálady“; na ekonomický úspěch představení míří poznámka, že „[pokladní] příjem nebyl zanedbatelný“.
Fiakrista markýzem měl velký úspěch a zůstal na repertoáru po celou předbřeznovou dobu. Časopis Allgmene musikalische Zeitung o něm po premiéře psal, že „námět […] nabízí zábavné situace, které jsou také s odborností využity“. Vídeňský divadelní časopis Theater-Zeitung na něj přinesl oslavný článek ve formě dialogu, avšak rovněž poodhaluje částečně zákulisí. Stěžuje si na nesrozumitelné třetí dějství, kde „člověk neví, co ten Tyrolák chce, co tu má co dělat“, a odpovídá si: „Doslechl jsem se, že se spisovatel omlouvá, že ten Tyrolák se neobjevil z jeho popudu. Skladatel potřeboval zaměstnat oblíbeného a schopného zpěváka – když už byl kus hotov – a tak musel být do středu zatažen pan [Paul] Schonner.“
To nebyly jediné úpravy. 14. dubna 1820 se Fiakrista markýzem hrál poprvé ve „zcela novém přepracování“ s posílením role Tyrolanky Lisel pro herečku Katherinu Ennöklovou. Se značným zájmem tisku a publika byla přijata obnovená inscenace leopoldstadtského divadla v roce 1844. Hrál se i na jiných místech v monarchii (např. roku 1830 v Terstu) a roku 1825 ho uvedlo i divadlo Königstädter Theater v Berlíně.
Nemalou oblibu si získal Fiakrista markýzem v německojazyčném divadle v Uhrách. Už dne 10. listopadu 1817 měl premiéru v německém divadle v Pešti a jako tamější Knackerl vynikl Filip Zöllner starší. Tato opera se zde hrála celkem 22krát, naposledy 3. března 1846, a provozovala se i v dalších uherských městech (Košice 1822, Šoproň 1824…).
Vedle Müllera zhudebnil stejné Bäuerlovo libreto Karel František Rafael; jeho Fiakrista markýzem byl uveden ve Vratislavi roku 1829.
Fraška Fiakrista markýzem byla pro dramatika Huga von Hofmannsthala východiskem pro jeho libreto k opeře Arabella Richarda Strausse z roku 1933. Kolorit fiakristů ve Straussově opeře zastupuje především postava Emílie Turečkové zvané Fiakermilli.

### České země
V českých zemích se Fiakrista markýzem hrál poprvé v Městském divadle v Brně; jeho tamější premiéra se konala 25. srpna 1820 a hrál se zde přinejmenším do roku 1830. Do Prahy se tato „lokální fraška se zpěvy a tanci“ dostala až s velkým zpožděním, a to až v návaznosti na vídeňskou obnovenou inscenaci z roku 1844. 31. ledna 1846 se poprvé hrál ve Stavovském divadle a konala se jen tři představení. Ohlas nebyl zcela příznivý; „Tato kdysi tak oblíbená fraška s časem přibrala určité délky, a proto nedopadla příliš dobře,“ psal časopis Ost und West. „Vzezření a chování fiakristy, který jako markýz nikdy nemůže zapomenout svůj dřívější stav, mají sice drastický účinek, jenže jediná postava nemůže překonat všechny ostatní nedostatky. Pan [Karl] Dolt hrál velmi vděčnou úlohu fiakristy pravdivě a živě, za což sklidil četný potlesk a dvojí vyvolávání po druhém dějství.“ Bäuerleho vídeňské noviny Theater-Zeitung přirozeně o úspěchu díla svého šéfredaktora referovaly pozitivněji: „i mladší publikum se těšilo skutečnými pravdivými charaktery z lidu a komickými situacemi vyvstávajícími z jádra děje, místo kterých nyní většinou dostáváme dlouhé promluvy, neslušnosti a pár nepřirozeně navozených násilných komických momentů“. Vedle Dolta v této inscenaci hráli Franziska Köskertová jako Mariandl, Babette Allramová jako kořenářka Pimpernelle, Theresie Schikanederová jako Zillerl, Marie Thoméová jako Lisel, Margarethe Binderová jako markýza, Josef Sekyra jako Bünkerl, Wilhelm Walter jako domácí lékař, Karl Wilhelm Fischer jako Michel. V češtině se tato Müllerova zpěvohra nehrála; nevyhnutelný lokální vídeňský námět nebyl pro obrozenské české zpracování vhodný.

## Osoby a první obsazení
- Markýza Devainová
- Ludwig, její syn
- Elise, její dcera
- Markýzin domácí lékař – Schmitt[2]
- Florian Kreutzkopf, fiakrista[2]
- Zillerl, jeho manželka
- Knackerl, Kreutzkopfův pacholek – Ignaz Schuster[2]
- Speck, Kreutzkopfův pacholek
- Riemer, Kreutzkopfův pacholek
- Fisoleupoldt, Kreutzkopfův pacholek
- Bünkerl, Kreutzkopfův pacholek
- Mariandl, Kreutzkopfova sestra – Antonia Platzer[2]
- Suserl, Kreutzkopfova služka
- Michel, Tyrolan  – Paul Schonner[2]
- Lisel, jeho snoubenka
- Pimpernelle Haarwarzenová, kořenářka – Josefa Sartory[2]
- Lorenz, koňský handlíř
- Jackel, český dudák – Sedliský[28]
- Komisař
- Soudní sluha
- Drožkářští pacholci, pánové a dámy, hudebníci, služebnictvo, lid, drožkářští učni[29]

## Děj opery
Odehrává se ve Vídni počátkem 19. století.

### 1. dějství
(1. obraz – Dvůr Kreutzkopfovy fiakristické firmy) Je ráno. Majitel drožkářské firmy Florian Kreutzkopf svolává fiakristy ve své službě. Jako poslední z nich se dostaví Matthias Krenberger zvaný Knackerl, mladý Tyrolan, který má stále hlavu v oblacích a je zamilován do Florianovy sestry Mariandl. Jenže Florian je rozhodnut ji provdat za koňského handlíře Lorenze. Pohání všechny fiakristy do práce a odjíždí s nimi za zákazníky (introdukce Seyd's einmahl fertig? … Fort, jetzo fort!).
(2. obraz – Světnice u Kreutzkopfů) Zůstávají jen Florianova manželka Zillerl a služka Suserl. Suserl je zamilována d jiného z fiakristů, Bünkerla, a její paní jí vypráví, jak byla dříve sama zamilována do Lorenze. Jenže její rodiče ji donutili ke sňatku s Kreutzkopfem, protože měl o čtyři koně více Zillerl stále sní o „Lenzlovi“ a svému muži vyčítá hrubost: zachází s ní prý jak s kobylou. Má však plán, který dohaduje přímo s Lorenzem. Dělá vše pro to, aby podpořila jeho námluvy u Mariandl a dostala ho tak do domu a do rodiny, aby mohl udržovat svůj poměr. Lorenz však stranou přiznává, že o Zillerl už nestojí a že chce skutečně Mariandl… Zillerl přivádí Mariandl a přesvědčuje ji, aby si vzala Lorenze. Mariandl se vzpouzí a tvrdí, že miluje Knackerla, ale to Lorenze a Zillerl neodradí (tercet Sey nicht so scheu … Nur die Liebe kann befehlen).
(3. obraz – Dvůr Kreutzkopfovy fiakristické firmy) Knackerl zanedbává své povinnosti, přestože má předplacené ryto do Badenu, protože jeho myšlenky jsou jinde. K tomu, aby se mohl ucházet o Mariandl, by potřeboval peníze. V tomto ohledu se spoléhá na to, že zde ve Vídni vyhledá jistého markýze, svého soukojence, který k němu bude jistě štědrý. Nadto mu postilion s půlročním zpožděním předal dopis od jeho zesnulé matky z Tyrol a Knackerl hledá Mariandl, aby mu ho přečetla. Jenže ta má starost, že ji nutí do rychlého sňatku s Lorenzem, a Knackerlovy vzdušné zámky nebere vážně. Bünkerl přibíhá s varováním, že se blíží Knackerlům zanedbaný zákazník, a vzápětí se objeví rozzuřený markýz Devain. Vyčítá fiakristovi hodinu a půl zpoždění, a přestože mu Knackerl nabízí, že ho ihned odveze, markýz trvá na tom, že musí jít do vězení pro podvod. Když se však Knackerl dozví klientovo jméno, poznává v něm svého soukojence a ihned se k němu důvěrně hlásí. Markýz je takovým bratříčkováním pohoršen a ještě více rozhněván běží pro policii (kvartet Verdammter Bursche, deine Ränke).
Zatím přiběhnou Lorenz a Zillerl, aby zjistili, co je to za povyk, a rovněž kořenářka Pimpernelle Haarwarzenová, která ze svého okna v prvním poschodí vše vyslechla a nyní se Knackerlovi jízlivě vysmívá. Sbíhají se i ostatní fiakristé. Mistr Kreutzkopf si stěžuje, že se zvěsti o Knackerlově výstupu dostaly až mezi jeho konkurenty, kteří si z něho nyní utahují. Nakonec markýz přivádí soudního sluhu a soudní stráž, aby Knackerla přes veškeré protesty odvedli do vazby. Jenže to překazí jiný policejní komisař; když identifikuje Knackerla, odvádí ho s sebou neznámo kam. Ale už to, že Knackerlovi oniká a odváží ho v kočáře, vyvolá všeobecné ohromení (závěrečný sbor Was muß denn das wohl seyn?).

### 2. dějství
(1. obraz – Skvostně vyzdobená komnata markýzy Devainové) O paní markýzu se střídavě pokoušejí mdloby, její domácí lékař ji křísí. Nato markýza čte své dceři Elise dopis od úřadů z Tyrol, kde má markýza venkovské sídlo. Bývalá kojná Eva Krenbergerová, Knackerlova matka, prý na smrtelné posteli přísežně vypověděla, že kdysi zaměnila svého syna za markýzina syna Ludwiga. Markýza očekává svého nového skutečného syna – zatím ho jen slyšela a už to ji zděsilo. Snaží se vyzpovídat svou novou služebnou Lisel, která pochází ze stejné vsi a starou Krenbergerovou znala, ale Lisel se o klepy příliš nestarala. Zato si markýze stěžuje na násilnou dotěrnost jejího lékaře a jejího (dosavadního) syna, přestože všichni vědí, že co nevidět očekává příjezd svého ženicha Michela.
K markýze je předveden Knackerl. Přestože již byl informován o situaci a přiměřeně oděn, podle řeči a chování je to stále drožkář – a markýza omdlévá pokaždé, když jen slyší slovo „fiakr“. Jediné potěšitelné je po ni to, že Knackerl velkodušně nehodná z domu vyhodit svého soukojence, přestože se k němu zachoval tak hrubě. Nechce se však vzdát své Mariandl, ač mu dosavadní markýz Ludwig vysvětluje, že na ni teď musí zapomenout. Markýza Knackerla varuje, že dnes večer se sejdou její příbuzní a známí, aby jim nového syna a dědice představila, a Knackerl se musí chovat přiměřeně svému nynějšímu stavu. Ludwig, Elise a domácí lékař Knackerla zkoušejí (kvartet Wenn ich zu dem Feste im Glanze erscheine).
(2. obraz – Dvůr Kreutzkopfovy fiakristické firmy) U Kreutzkopfů si všichni vzrušeně vyprávějí o tom, co se stalo. Nejpodrobnější, ale skutečnosti značně vzdálené informace má kořenářka Pimpernelle. Handlíř Lorenz se raduje, že je nyní v námluvách o Mariandl bez soka. Bünkerl zatím hledá dobrovolníky, aby svému nově povýšenému kamarádovi zahráli a zazpívali noční hudbu; připojí se k němu Mariandl, fiakrista Speck a český dudák Jackel (kvartet So gegen Abend kommen wir).
(3. obraz – Pokoj Knackerla jakožto markýze) Domácí lékař se snaží dávat Knackerlovi ještě lekce v chování. Knackerl míní, že alespoň jedno umí dokonale – svádět ženské – ale vzápětí si vyláme zuby na Lisel. Navíc ho přispěchala navštívit Pimpernelle a Knackerl lékaři ukazuje, jak se jí za pomoci uhlazeného chování – a dvaceti zlatých z doktorovy kapsy – dokáže elegantně zbavit. Pak Knackerl i lékař odcházejí ke slavnostní večeři.
(4. obraz – Nádherně osvětlený sál s jídelními stoly a orchestrem v pozadí) Markýza vítá shromážděné hosty a představuje jim nového markýze von Devain. Knackerl se snaží započít řeč, ale brzy ji raději přeruší a vyzývá k zasednutí ke stolu. Jen se začne hodovat, zazní zvenčí zpěv jeho kamarádů fiakristů (kvartet Da sins wir beysammen und singen eins vor). Ke zděšení polomrtvé markýzy zve Knackerl všechny do paláce a fiakristé se promísí se vznešenou společností. Dorazí i prodavač koberců Michel a doptá se své snoubenky Lisel. Na Knackerlův pokyn začíná veselý tanec Michela s Lisel, Knackerla s Mariandl a fiakristů s urozenými dámami (balet – komická taneční scéna).

### 3. dějství
(1. obraz – Pokoj Knackerla jakožto markýze) Po „plesu fiakristů“, který hluboce otřásl její reputací, dala markýza Knackerlovi přichystat šatstvo, peníz a kočár a posílá ho na vesnické sídlo, dokud se nenaučí slušnému chování. Navíc Elise s lékařem Knackerlovi sdělují, že se musí zříci Mariandl, jinak u markýzy definitivně upadne v nemilost. Knackerl to rázně odmítá a zoufá si. Proč si jen jeho původní matka raději nevzala své tajemství do hrobu? Být markýzem má samé nevýhody (až na peníze). Vzpomene si přitom na nepřečtený dopis od matky, který zůstal v jeho drožkářském kabátě u mistra Kreutzkopfa, a lékař se nabízí, že ho přinese.
Bünkerl přináší Knackerlovi zprávu, že Mariandlin sňatek s Lorenzem je na spadnutí a že dívka uvažuje o sebevraždě. Knackerl se ihned rozhoduje jednat: má teď nějaké peníze a kočár k dispozici, takže mohou s Mariandl utéci třeba do Turecka. 
Lisel vypráví Michelovi o tom, jak usilovně se o její přízeň muži ve Vídni ucházeli, a nejvíce mladý markýz. Vnutil jí dokonce prsten a vymámil z ní dnes večer dostaveníčko v zahradě. Michel je rozpálen žárlivostí a vzteky. Lisel se s ním domluví, že bude moci schůzku sledovat z úkrytu a v příhodný čas se s ní vyměnit (píseň Michela Mein lieber Sohn, mein lieber Michel).
I původního markýze posílá markýza s apanáží na cesty. Markýz se raduje, že mimo ustavičný matčin dohled může konečně svést Lisel a vzít ji s sebou.
(2. obraz – Zahrada) Bünkerl přivádí Mariandl, která unikla bratrovu dozoru, do zahrady a Knackerl jí běží vstříc. Napůl po drožkářsku, napůl po šlechticku jí vyznává lásku. Přesvědčí ji aby dříve, než pro ně přijede smluvený kočár, si s ním skočila do bukového houští (duet Madel, sag, willst mit mir gehen?).
Markýz přichází a shání Lisel. Ta se vzápětí objeví a říká, že je ochotna s ním jít, jen se skryje pod Michelův plášť a klobouk, aby ji lidé na ulici nepoznali. Pak si nepozorovaně vymění místo se svým snoubencem. Zatímco Knackerl a Mariandl běží ke svému spřežení, odvádí si markýz do svého kočáru… Michela.
(3. obraz – Osvětlený zámecký sál) Lékař vypráví markýze a Elise, co se dočetl v Knackerlově dopise: jeho matka si prý záměnu dětí vymyslela, aby synovi dopomohla k lepší existenci. Markýza je radostí bez sebe a  shání se po Ludwigovi, ale Lisel jí vypoví, co se s ním seběhlo.
Za velkého hluku způsobeného fiakristy a služebnictvem přivádí policejní komisař Knackerla s Mariandl a markýze s přestrojeným Michelem. Došlo totiž ke zdvojené objednávce, oba páry se sešly u stejného kočáru a daly se do potyčky, již přerušil až policejní zákrok. Markýza označuje Knackerla přede všemi za podvodníka a přikazuje pravému markýzovi, aby na něm vykonal trest a pomstu. Ten se nejprve matce omlouvá, že z milostného záchvatu unesl Lisel – a v tom okamžiku se odhalí Liselina a Michelova záměna a všichni se markýzovi vysmějí. Michel pak slovem i listinou dosvědčí, že Knackerl neměl o lsti své matky ani tušení. Markýza nakonec prokáže štědrost, slibuje zařídit Knackerlovu a Mariandlinu svatbu a odchází se synem, přenechávajíc pro dnešní večer svůj palác k obveselení fiakristům (závěrečný sbor Das Glück ist wandelbar).